# Liechtenstein en los Juegos Olímpicos de París 2024
Liechtenstein estuvo representado en los Juegos Olímpicos de París 2024 por un deportista masculino que compitió en ciclismo.
El portador de la bandera en la ceremonia de apertura fue el ciclista Romano Püntener. El equipo olímpico liechtensteiniano no obtuvo ninguna medalla en estos Juegos.